# Piriform
Piriform Ltd. ist ein Softwarehersteller mit Sitz in London, Großbritannien. Piriform entwickelt Optimierungssoftware und Systemwerkzeuge für Windows-, Mac-OS-X und Mobilgeräte-Betriebssysteme. Das Hauptprodukt CCleaner wurde nach Eigenangaben des Unternehmens weltweit mehr als zwei Milliarden Mal installiert  (hierbei können Programmupdates mitgezählt sein). Gründer und CEO des Unternehmens ist Guy Saner. Seit Mitte 2017 gehört das Unternehmen zur tschechischen Avast-Firmengruppe.
Das Wort piriform bedeutet birnenförmig (von lat. pirum für Birne).

## Produkte
Bekannt wurde Piriform vor allem durch seine PC-Optimierungssoftware CCleaner; ebenso stammt auch das Defragmentierungstool Defraggler von diesem Softwarehersteller. Andere Produkte sind das Datenrettungstool Recuva und Speccy, mit welchem Hard- und Softwareinformationen des Computers ausgelesen werden können. Im August 2013 erschien das neuste Produkt Agomo, welches es mit der CCleaner-Technologie ermöglicht, Computer aus der Ferne zu optimieren.
Alle Piriform-Programme sind sowohl als kostenlose, supportfreie Freeware als auch in kommerziellen Versionen erhältlich.

## Firmensitz
Die Piriform Ltd. ist zusammen mit rund 800 weiteren Unternehmen in der 78 York Street im Londoner West End registriert. Unter dieser Anschrift bietet die Firma 78 York Street „virtuelle Büros“ an. 78 York Street nimmt Telefonanrufe entgegen und leitet eingehende Post weiter. Die eigentliche Firmenzentrale befindet sich laut Eigenangaben am 17 Cavendish Square, einem Business Center mit fertig bereitgestellten und betreuten Büros.
Daneben verfügt Piriform nach eigenen Angaben über ein Büro in New York City und weitere in Osteuropa.

## Website
Im Zeitraum Juni 2012 bis Juni 2014 lag die Seite piriform.com im Alexa-Ranking der weltweit populärsten Websites im Bereich von Platz 1.200 bis Platz 600.